# Јабланови
Јабланови је песма Јована Дучића која је објављена 1901. године у збирци песама „Пјесме". Песма има три стиха катрена и рима је обгрљена. 

## Текст песме
Јабланови
Зашто ноћас тако шуме јабланови,
Тако страсно, чудно? Зашто тако шуме?
Жути месец споро залази за хуме,
Далеке и црне, ко слутње; и снови.
У тој мртвој ноћи пали су на воду,
Ко олово мирну и сиву, у мраку.
Јабланови само високо у зраку
Шуме, шуме чудно, и дрхћу у своду.
Сам, крај мирне воде, у ноћи, ја стојим
Ко потоњи човек. Земљом, према мени,
Лежи моја сенка. Ја се ноћас бојим
Себе, и ја стрепим сам од своје сени.